# Kaufhaus des Westens

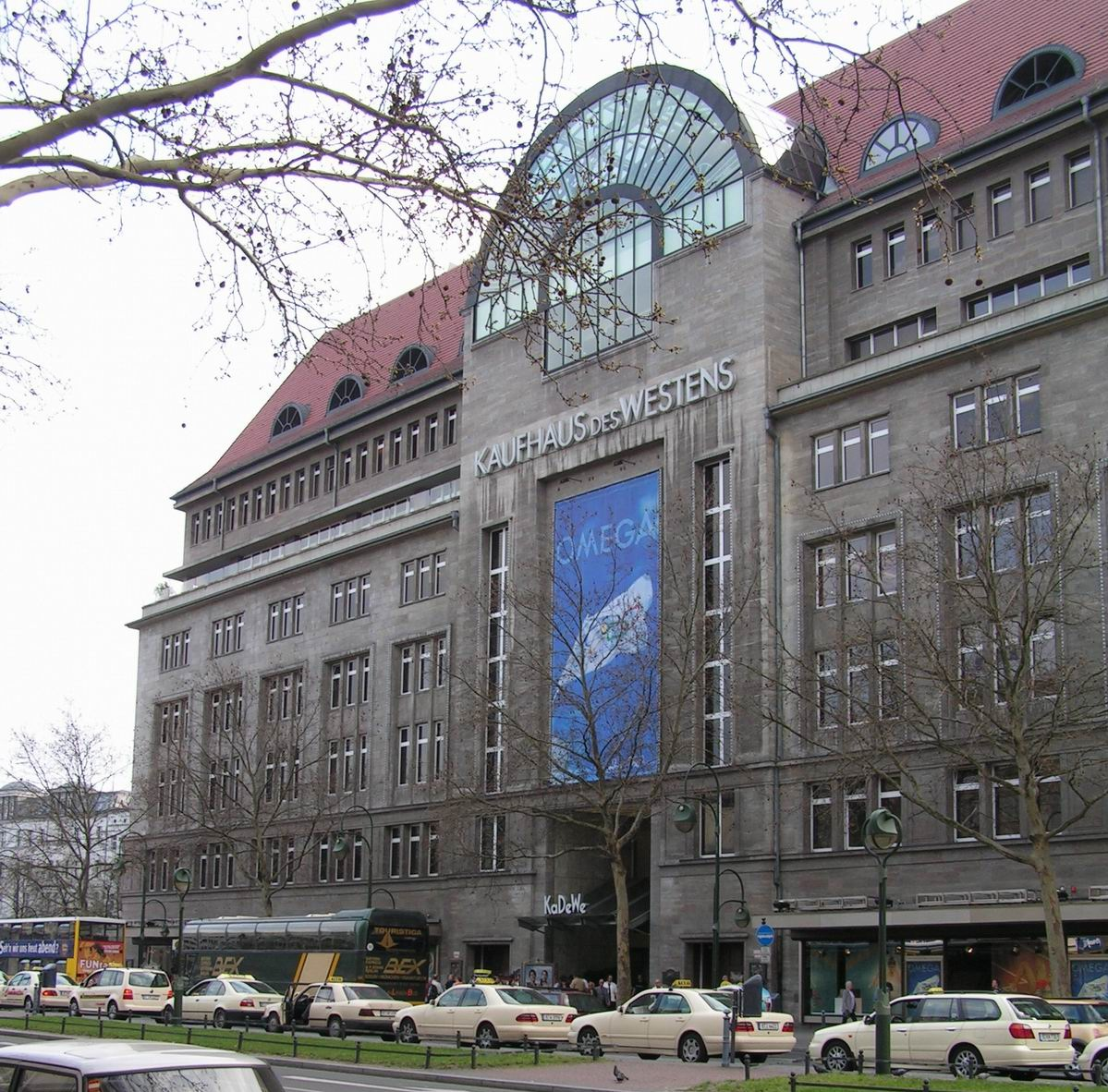
Façana principal en la Tauentzienstraße.

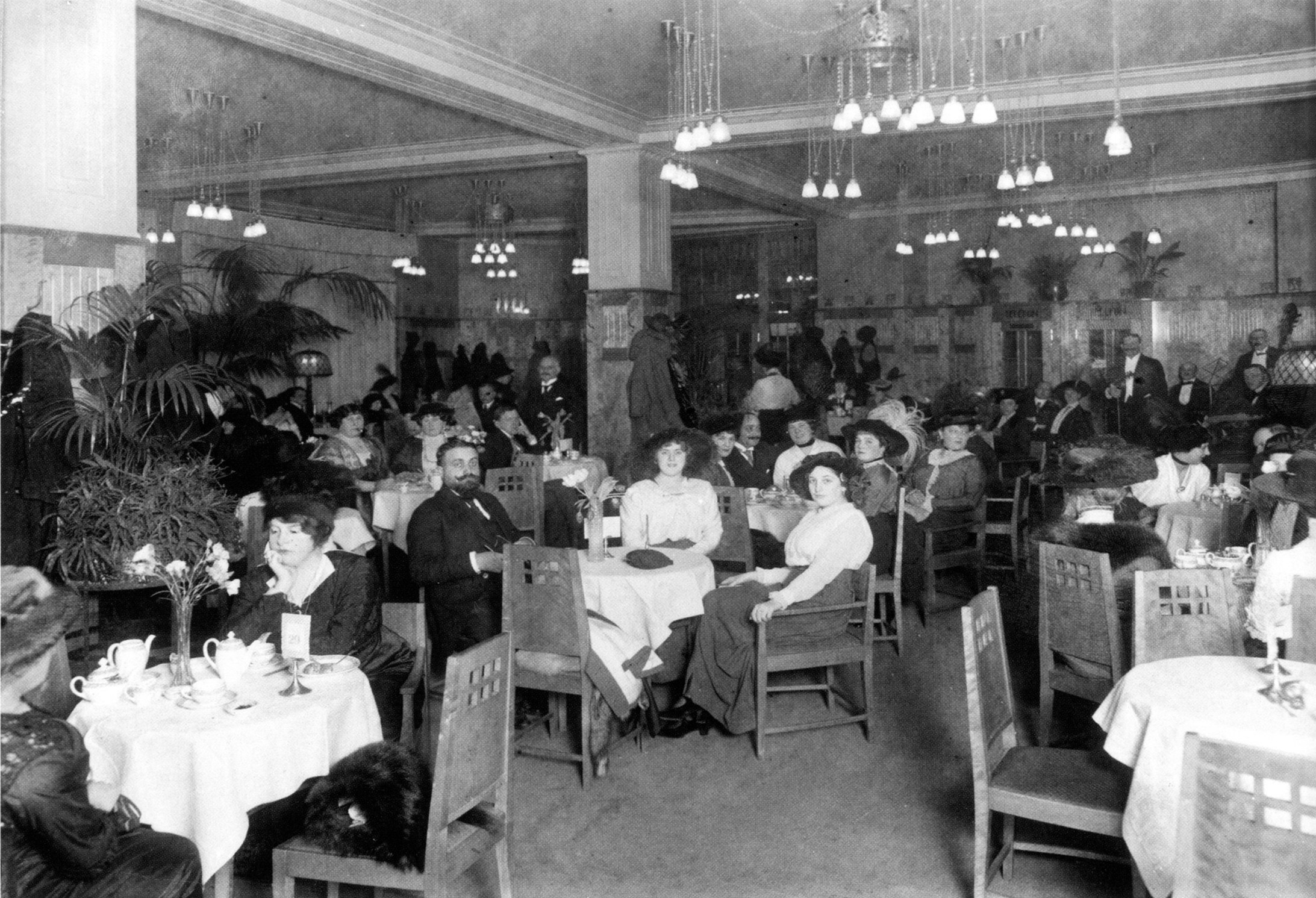
Saló del te en 1907

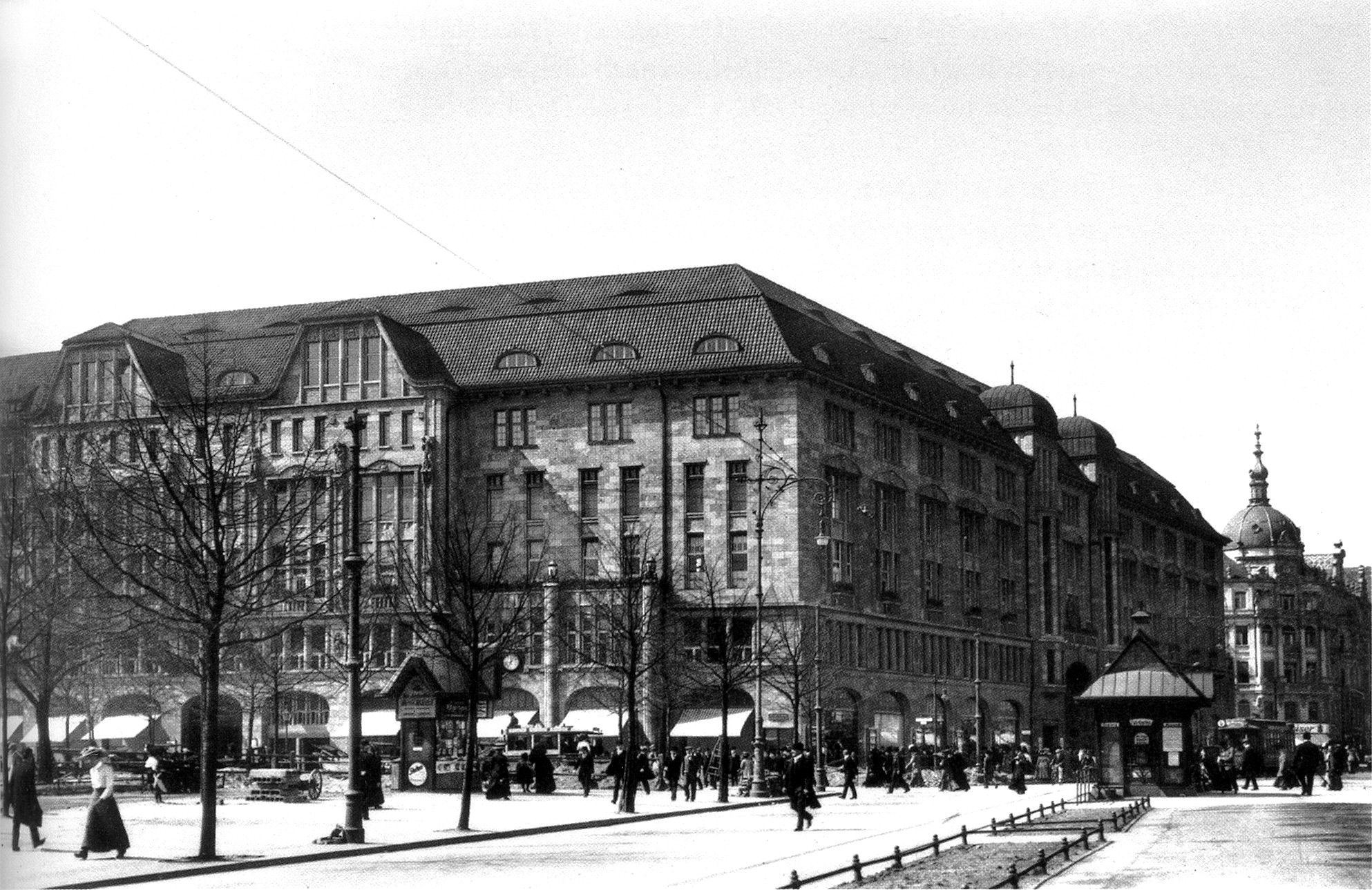
Façana en 1907

El Kaufhaus des Westens /'kaʊfˌhaʊs dəs vɛstəns/ ("Grans Magatzems de l'Oest" en alemany; conegut sovint amb l'acrònim KaDeWe) és un centre comercial situat al carrer Tauentzienstraße, en Schöneberg, Berlín, Alemanya.
És el més famós d'Alemanya i, amb més de 60.000 m² de superfície útil, el més gran de l'Europa Continental. Va rivalitzar amb Harrod's (1849) de Londres, les Galeries Lafayette (1893) i Breuninger (1881) de Stuttgart.
Posseeix el departament de delicatessen més gran d'Europa. Creat en 1905, en l'actualitat és propietat de la cadena Karstadt, integrada en el grup empresarial Arcandor AG.
El KaDeWe va ser inaugurat en 1907 per Adolf Jandorf, al moment de la seva inauguració comptava amb 24.000m² i 5 pisos.
Durant la Segona Guerra Mundial va ser destruït gairebé per complet en estavellar-se un avió nord-americà contra l'edifici.
En 1950 va ser reconstruït parcialment i reinaugurat. Després es va convertir en un símbol del "miracle econòmic alemany".

## Robatori impune
En 2007 es va efectuar un acte criminal en el KDW, algú va entrar a través d'una finestra de la primera planta i va robar en una joieria rellotges i joies per valor d'uns 5 milions d'euros, sense que a cap moment saltessin les alarmes.
La policia va trobar un guant amb restes d'ADN suficient com per saber a qui pertanyia. Però va resultar pertànyer a un de dos germans bessons (univitelins), tots dos amb proves i testimonis per demostrar que el dia del crim estaven fora de Berlín. De tota manera, la policia no podia continuar amb la investigació cap a cap dels dos germans, ja que d'una manera enginyosa, no podien empresonar a cap dels dos... lloc que l'ADN de tots dos és igual, no poden saber a quin dels dos pertany el guant oposat en l'escena del crim i no és possible empresonar a algú innocent.